# 1523
Portal Geschichte | Portal Biografien | Aktuelle Ereignisse | Jahreskalender | Tagesartikel

◄ |
15. Jahrhundert |
16. Jahrhundert
| 17. Jahrhundert | ►

◄ |
1490er |
1500er |
1510er |
1520er
| 1530er | 1540er | 1550er | ►

◄◄ |
◄ |
1519 |
1520 |
1521 |
1522 |
1523
| 1524 | 1525 | 1526 | 1527 | ► | ►►
Staatsoberhäupter  · Nekrolog · Kunstjahr · Literaturjahr · Musikjahr   · Wissenschaftsjahr
| Januar | Januar | Januar | Januar | Januar | Januar | Januar | Januar |
| Kw     | Mo     | Di     | Mi     | Do     | Fr     | Sa     | So     |
| ------ | ------ | ------ | ------ | ------ | ------ | ------ | ------ |
| 1      |        |        |        | 1      | 2      | 3      | 4      |
| 2      | 5      | 6      | 7      | 8      | 9      | 10     | 11     |
| 3      | 12     | 13     | 14     | 15     | 16     | 17     | 18     |
| 4      | 19     | 20     | 21     | 22     | 23     | 24     | 25     |
| 5      | 26     | 27     | 28     | 29     | 30     | 31     |        |

| Februar | Februar | Februar | Februar | Februar | Februar | Februar | Februar |
| Kw      | Mo      | Di      | Mi      | Do      | Fr      | Sa      | So      |
| ------- | ------- | ------- | ------- | ------- | ------- | ------- | ------- |
| 5       |         |         |         |         |         |         | 1       |
| 6       | 2       | 3       | 4       | 5       | 6       | 7       | 8       |
| 7       | 9       | 10      | 11      | 12      | 13      | 14      | 15      |
| 8       | 16      | 17      | 18      | 19      | 20      | 21      | 22      |
| 9       | 23      | 24      | 25      | 26      | 27      | 28      |         |

| März | März | März | März | März | März | März | März |
| Kw   | Mo   | Di   | Mi   | Do   | Fr   | Sa   | So   |
| ---- | ---- | ---- | ---- | ---- | ---- | ---- | ---- |
| 9    |      |      |      |      |      |      | 1    |
| 10   | 2    | 3    | 4    | 5    | 6    | 7    | 8    |
| 11   | 9    | 10   | 11   | 12   | 13   | 14   | 15   |
| 12   | 16   | 17   | 18   | 19   | 20   | 21   | 22   |
| 13   | 23   | 24   | 25   | 26   | 27   | 28   | 29   |
| 14   | 30   | 31   |      |      |      |      |      |

| April | April | April | April | April | April | April | April |
| Kw    | Mo    | Di    | Mi    | Do    | Fr    | Sa    | So    |
| ----- | ----- | ----- | ----- | ----- | ----- | ----- | ----- |
| 14    |       |       | 1     | 2     | 3     | 4     | 5     |
| 15    | 6     | 7     | 8     | 9     | 10    | 11    | 12    |
| 16    | 13    | 14    | 15    | 16    | 17    | 18    | 19    |
| 17    | 20    | 21    | 22    | 23    | 24    | 25    | 26    |
| 18    | 27    | 28    | 29    | 30    |       |       |       |

| Mai | Mai | Mai | Mai | Mai | Mai | Mai | Mai |
| Kw  | Mo  | Di  | Mi  | Do  | Fr  | Sa  | So  |
| --- | --- | --- | --- | --- | --- | --- | --- |
| 18  |     |     |     |     | 1   | 2   | 3   |
| 19  | 4   | 5   | 6   | 7   | 8   | 9   | 10  |
| 20  | 11  | 12  | 13  | 14  | 15  | 16  | 17  |
| 21  | 18  | 19  | 20  | 21  | 22  | 23  | 24  |
| 22  | 25  | 26  | 27  | 28  | 29  | 30  | 31  |

| Juni | Juni | Juni | Juni | Juni | Juni | Juni | Juni |
| Kw   | Mo   | Di   | Mi   | Do   | Fr   | Sa   | So   |
| ---- | ---- | ---- | ---- | ---- | ---- | ---- | ---- |
| 23   | 1    | 2    | 3    | 4    | 5    | 6    | 7    |
| 24   | 8    | 9    | 10   | 11   | 12   | 13   | 14   |
| 25   | 15   | 16   | 17   | 18   | 19   | 20   | 21   |
| 26   | 22   | 23   | 24   | 25   | 26   | 27   | 28   |
| 27   | 29   | 30   |      |      |      |      |      |

| Juli | Juli | Juli | Juli | Juli | Juli | Juli | Juli |
| Kw   | Mo   | Di   | Mi   | Do   | Fr   | Sa   | So   |
| ---- | ---- | ---- | ---- | ---- | ---- | ---- | ---- |
| 27   |      |      | 1    | 2    | 3    | 4    | 5    |
| 28   | 6    | 7    | 8    | 9    | 10   | 11   | 12   |
| 29   | 13   | 14   | 15   | 16   | 17   | 18   | 19   |
| 30   | 20   | 21   | 22   | 23   | 24   | 25   | 26   |
| 31   | 27   | 28   | 29   | 30   | 31   |      |      |

| August | August | August | August | August | August | August | August |
| Kw     | Mo     | Di     | Mi     | Do     | Fr     | Sa     | So     |
| ------ | ------ | ------ | ------ | ------ | ------ | ------ | ------ |
| 31     |        |        |        |        |        | 1      | 2      |
| 32     | 3      | 4      | 5      | 6      | 7      | 8      | 9      |
| 33     | 10     | 11     | 12     | 13     | 14     | 15     | 16     |
| 34     | 17     | 18     | 19     | 20     | 21     | 22     | 23     |
| 35     | 24     | 25     | 26     | 27     | 28     | 29     | 30     |
| 36     | 31     |        |        |        |        |        |        |

| September | September | September | September | September | September | September | September |
| Kw        | Mo        | Di        | Mi        | Do        | Fr        | Sa        | So        |
| --------- | --------- | --------- | --------- | --------- | --------- | --------- | --------- |
| 36        |           | 1         | 2         | 3         | 4         | 5         | 6         |
| 37        | 7         | 8         | 9         | 10        | 11        | 12        | 13        |
| 38        | 14        | 15        | 16        | 17        | 18        | 19        | 20        |
| 39        | 21        | 22        | 23        | 24        | 25        | 26        | 27        |
| 40        | 28        | 29        | 30        |           |           |           |           |

| Oktober | Oktober | Oktober | Oktober | Oktober | Oktober | Oktober | Oktober |
| Kw      | Mo      | Di      | Mi      | Do      | Fr      | Sa      | So      |
| ------- | ------- | ------- | ------- | ------- | ------- | ------- | ------- |
| 40      |         |         |         | 1       | 2       | 3       | 4       |
| 41      | 5       | 6       | 7       | 8       | 9       | 10      | 11      |
| 42      | 12      | 13      | 14      | 15      | 16      | 17      | 18      |
| 43      | 19      | 20      | 21      | 22      | 23      | 24      | 25      |
| 44      | 26      | 27      | 28      | 29      | 30      | 31      |         |

| November | November | November | November | November | November | November | November |
| Kw       | Mo       | Di       | Mi       | Do       | Fr       | Sa       | So       |
| -------- | -------- | -------- | -------- | -------- | -------- | -------- | -------- |
| 44       |          |          |          |          |          |          | 1        |
| 45       | 2        | 3        | 4        | 5        | 6        | 7        | 8        |
| 46       | 9        | 10       | 11       | 12       | 13       | 14       | 15       |
| 47       | 16       | 17       | 18       | 19       | 20       | 21       | 22       |
| 48       | 23       | 24       | 25       | 26       | 27       | 28       | 29       |
| 49       | 30       |          |          |          |          |          |          |

| Dezember | Dezember | Dezember | Dezember | Dezember | Dezember | Dezember | Dezember |
| Kw       | Mo       | Di       | Mi       | Do       | Fr       | Sa       | So       |
| -------- | -------- | -------- | -------- | -------- | -------- | -------- | -------- |
| 49       |          | 1        | 2        | 3        | 4        | 5        | 6        |
| 50       | 7        | 8        | 9        | 10       | 11       | 12       | 13       |
| 51       | 14       | 15       | 16       | 17       | 18       | 19       | 20       |
| 52       | 21       | 22       | 23       | 24       | 25       | 26       | 27       |
| 53       | 28       | 29       | 30       | 31       |          |          |          |

| Januar | Januar | Januar | Januar | Januar | Januar | Januar | Januar |
| Kw     | Mo     | Di     | Mi     | Do     | Fr     | Sa     | So     |
| ------ | ------ | ------ | ------ | ------ | ------ | ------ | ------ |
| 1      |        |        |        | 1      | 2      | 3      | 4      |
| 2      | 5      | 6      | 7      | 8      | 9      | 10     | 11     |
| 3      | 12     | 13     | 14     | 15     | 16     | 17     | 18     |
| 4      | 19     | 20     | 21     | 22     | 23     | 24     | 25     |
| 5      | 26     | 27     | 28     | 29     | 30     | 31     |        |

| Februar | Februar | Februar | Februar | Februar | Februar | Februar | Februar |
| Kw      | Mo      | Di      | Mi      | Do      | Fr      | Sa      | So      |
| ------- | ------- | ------- | ------- | ------- | ------- | ------- | ------- |
| 5       |         |         |         |         |         |         | 1       |
| 6       | 2       | 3       | 4       | 5       | 6       | 7       | 8       |
| 7       | 9       | 10      | 11      | 12      | 13      | 14      | 15      |
| 8       | 16      | 17      | 18      | 19      | 20      | 21      | 22      |
| 9       | 23      | 24      | 25      | 26      | 27      | 28      |         |

| März | März | März | März | März | März | März | März |
| Kw   | Mo   | Di   | Mi   | Do   | Fr   | Sa   | So   |
| ---- | ---- | ---- | ---- | ---- | ---- | ---- | ---- |
| 9    |      |      |      |      |      |      | 1    |
| 10   | 2    | 3    | 4    | 5    | 6    | 7    | 8    |
| 11   | 9    | 10   | 11   | 12   | 13   | 14   | 15   |
| 12   | 16   | 17   | 18   | 19   | 20   | 21   | 22   |
| 13   | 23   | 24   | 25   | 26   | 27   | 28   | 29   |
| 14   | 30   | 31   |      |      |      |      |      |

| April | April | April | April | April | April | April | April |
| Kw    | Mo    | Di    | Mi    | Do    | Fr    | Sa    | So    |
| ----- | ----- | ----- | ----- | ----- | ----- | ----- | ----- |
| 14    |       |       | 1     | 2     | 3     | 4     | 5     |
| 15    | 6     | 7     | 8     | 9     | 10    | 11    | 12    |
| 16    | 13    | 14    | 15    | 16    | 17    | 18    | 19    |
| 17    | 20    | 21    | 22    | 23    | 24    | 25    | 26    |
| 18    | 27    | 28    | 29    | 30    |       |       |       |

| Mai | Mai | Mai | Mai | Mai | Mai | Mai | Mai |
| Kw  | Mo  | Di  | Mi  | Do  | Fr  | Sa  | So  |
| --- | --- | --- | --- | --- | --- | --- | --- |
| 18  |     |     |     |     | 1   | 2   | 3   |
| 19  | 4   | 5   | 6   | 7   | 8   | 9   | 10  |
| 20  | 11  | 12  | 13  | 14  | 15  | 16  | 17  |
| 21  | 18  | 19  | 20  | 21  | 22  | 23  | 24  |
| 22  | 25  | 26  | 27  | 28  | 29  | 30  | 31  |

| Juni | Juni | Juni | Juni | Juni | Juni | Juni | Juni |
| Kw   | Mo   | Di   | Mi   | Do   | Fr   | Sa   | So   |
| ---- | ---- | ---- | ---- | ---- | ---- | ---- | ---- |
| 23   | 1    | 2    | 3    | 4    | 5    | 6    | 7    |
| 24   | 8    | 9    | 10   | 11   | 12   | 13   | 14   |
| 25   | 15   | 16   | 17   | 18   | 19   | 20   | 21   |
| 26   | 22   | 23   | 24   | 25   | 26   | 27   | 28   |
| 27   | 29   | 30   |      |      |      |      |      |

| Juli | Juli | Juli | Juli | Juli | Juli | Juli | Juli |
| Kw   | Mo   | Di   | Mi   | Do   | Fr   | Sa   | So   |
| ---- | ---- | ---- | ---- | ---- | ---- | ---- | ---- |
| 27   |      |      | 1    | 2    | 3    | 4    | 5    |
| 28   | 6    | 7    | 8    | 9    | 10   | 11   | 12   |
| 29   | 13   | 14   | 15   | 16   | 17   | 18   | 19   |
| 30   | 20   | 21   | 22   | 23   | 24   | 25   | 26   |
| 31   | 27   | 28   | 29   | 30   | 31   |      |      |

| August | August | August | August | August | August | August | August |
| Kw     | Mo     | Di     | Mi     | Do     | Fr     | Sa     | So     |
| ------ | ------ | ------ | ------ | ------ | ------ | ------ | ------ |
| 31     |        |        |        |        |        | 1      | 2      |
| 32     | 3      | 4      | 5      | 6      | 7      | 8      | 9      |
| 33     | 10     | 11     | 12     | 13     | 14     | 15     | 16     |
| 34     | 17     | 18     | 19     | 20     | 21     | 22     | 23     |
| 35     | 24     | 25     | 26     | 27     | 28     | 29     | 30     |
| 36     | 31     |        |        |        |        |        |        |

| September | September | September | September | September | September | September | September |
| Kw        | Mo        | Di        | Mi        | Do        | Fr        | Sa        | So        |
| --------- | --------- | --------- | --------- | --------- | --------- | --------- | --------- |
| 36        |           | 1         | 2         | 3         | 4         | 5         | 6         |
| 37        | 7         | 8         | 9         | 10        | 11        | 12        | 13        |
| 38        | 14        | 15        | 16        | 17        | 18        | 19        | 20        |
| 39        | 21        | 22        | 23        | 24        | 25        | 26        | 27        |
| 40        | 28        | 29        | 30        |           |           |           |           |

| Oktober | Oktober | Oktober | Oktober | Oktober | Oktober | Oktober | Oktober |
| Kw      | Mo      | Di      | Mi      | Do      | Fr      | Sa      | So      |
| ------- | ------- | ------- | ------- | ------- | ------- | ------- | ------- |
| 40      |         |         |         | 1       | 2       | 3       | 4       |
| 41      | 5       | 6       | 7       | 8       | 9       | 10      | 11      |
| 42      | 12      | 13      | 14      | 15      | 16      | 17      | 18      |
| 43      | 19      | 20      | 21      | 22      | 23      | 24      | 25      |
| 44      | 26      | 27      | 28      | 29      | 30      | 31      |         |

| November | November | November | November | November | November | November | November |
| Kw       | Mo       | Di       | Mi       | Do       | Fr       | Sa       | So       |
| -------- | -------- | -------- | -------- | -------- | -------- | -------- | -------- |
| 44       |          |          |          |          |          |          | 1        |
| 45       | 2        | 3        | 4        | 5        | 6        | 7        | 8        |
| 46       | 9        | 10       | 11       | 12       | 13       | 14       | 15       |
| 47       | 16       | 17       | 18       | 19       | 20       | 21       | 22       |
| 48       | 23       | 24       | 25       | 26       | 27       | 28       | 29       |
| 49       | 30       |          |          |          |          |          |          |

| Dezember | Dezember | Dezember | Dezember | Dezember | Dezember | Dezember | Dezember |
| Kw       | Mo       | Di       | Mi       | Do       | Fr       | Sa       | So       |
| -------- | -------- | -------- | -------- | -------- | -------- | -------- | -------- |
| 49       |          | 1        | 2        | 3        | 4        | 5        | 6        |
| 50       | 7        | 8        | 9        | 10       | 11       | 12       | 13       |
| 51       | 14       | 15       | 16       | 17       | 18       | 19       | 20       |
| 52       | 21       | 22       | 23       | 24       | 25       | 26       | 27       |
| 53       | 28       | 29       | 30       | 31       |          |          |          |

## Ereignisse

### Politik und Weltgeschehen

#### Belagerung von Rhodos

Großmeisterwappen Philippes de Villiers de l’Isle-Adam

- 1. Januar: Die Belagerung von Rhodos durch das Osmanische Reich endet nach einem halben Jahr mit der Einnahme der Insel durch Sultan Süleyman I. Die Ritter des Johanniterordens unter Großmeister Philippe de Villiers de l’Isle-Adam erhalten freies Geleit und lassen sich zunächst auf der Insel Kreta nieder, die sich zu diesem Zeitpunkt in venezianischer Hand befindet.

#### Die Auflösung der Kalmarer Union

König Friedrich I. von Dänemark und Norwegen

- 20. Januar: Der Adel Dänemarks und Norwegens erhebt sich gegen König Christian II., der bereits mit dem Schwedischen Befreiungskrieg unter Gustav Wasa zu kämpfen hat. Christian wird zur Abdankung gezwungen und flieht in die Niederlande. Sein Onkel Friedrich I. wird von den dänischen Ständen zum König gewählt. In den dazu gehörigen Herzogtümern Schleswig und Holstein wird er ebenfalls als Herzog anerkannt, übergibt jedoch im gleichen Jahr einen Teil des nördlichen Herzogtums mit Hadersleben an seinen Sohn Christian.
- 27. Mai: Gustav Wasa erobert Kalmar mithilfe der Hansestadt Lübeck.
- 6. Juni: Schweden wird mit der Wahl von Gustav I. Wasa vor dem Dom von Strängnäs ein unabhängiges Königreich und löst sich aus der Kalmarer Union, die damit endgültig zu existieren aufhört.
- 21. Juni: Gustav Wasa zieht feierlich in Stockholm ein, das vier Tage zuvor von der lübischen Flotte unter Bürgermeister Nikolaus Brömse und Ratsherr Berend Bomhover erobert worden ist.

#### Heiliges Römisches Reich

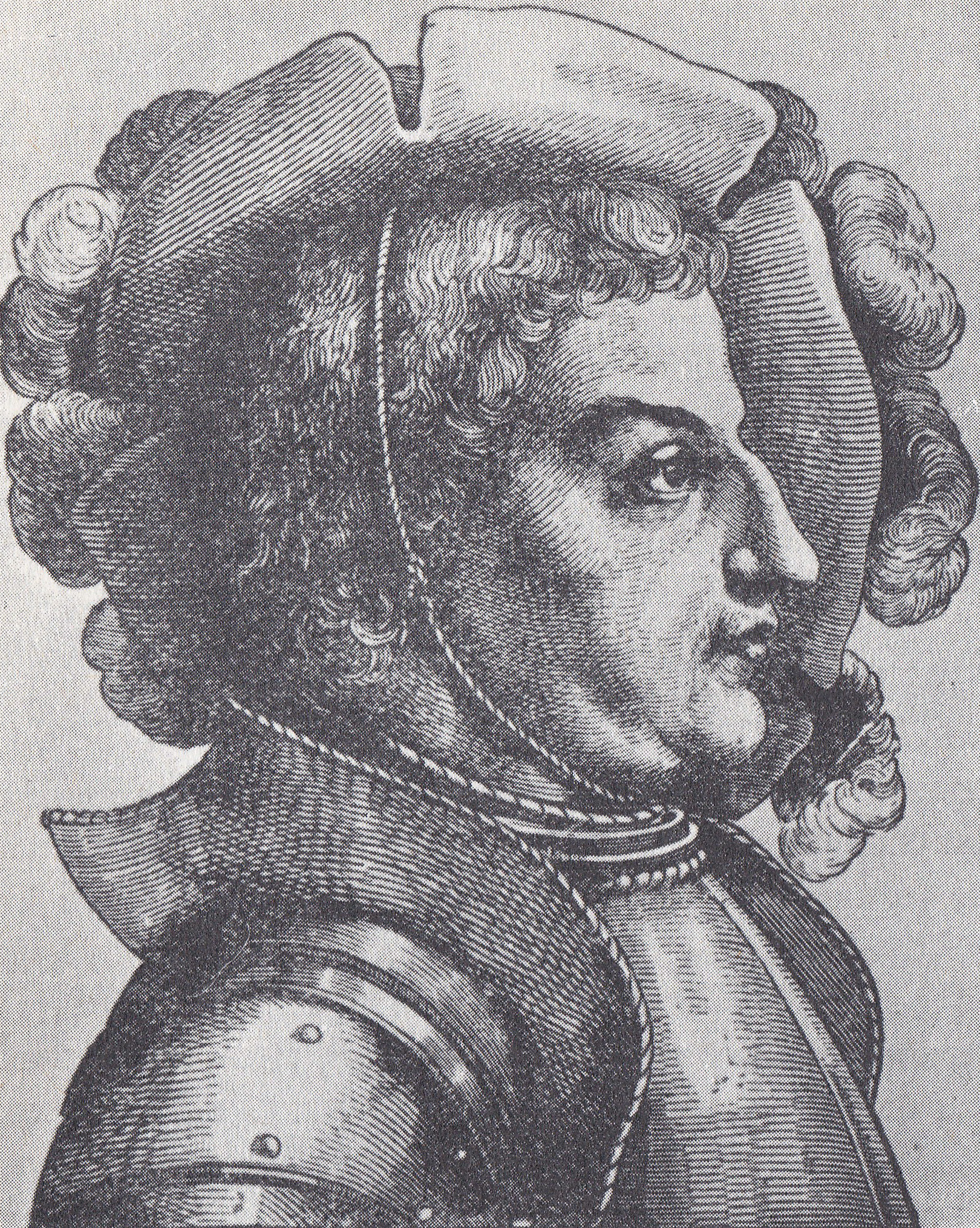
Franz von Sickingen

- 10. Mai: Die aufständischen Ritter im Ritterkrieg müssen gegen die landesfürstliche Übermacht unter Philipp I. von Hessen kapitulieren, nachdem ihr Anführer Franz von Sickingen am 7. Mai durch eine Kanonenkugel tödlich verwundet worden ist. Sickingens Burg Drachenfels im Wasgau wird von den Siegern zerstört, obwohl sie vom Burgvogt kampflos übergeben worden ist, ihr Wiederaufbau wird untersagt.
- 23. Mai: Mit dem Quedlinburger Rezess endet die Hildesheimer Stiftsfehde. Das Hochstift Hildesheim wird auf das so genannte Kleine Stift reduziert, während das Fürstentum Braunschweig-Wolfenbüttel und das Fürstentum Calenberg große Gebietsgewinne zu verzeichnen haben.

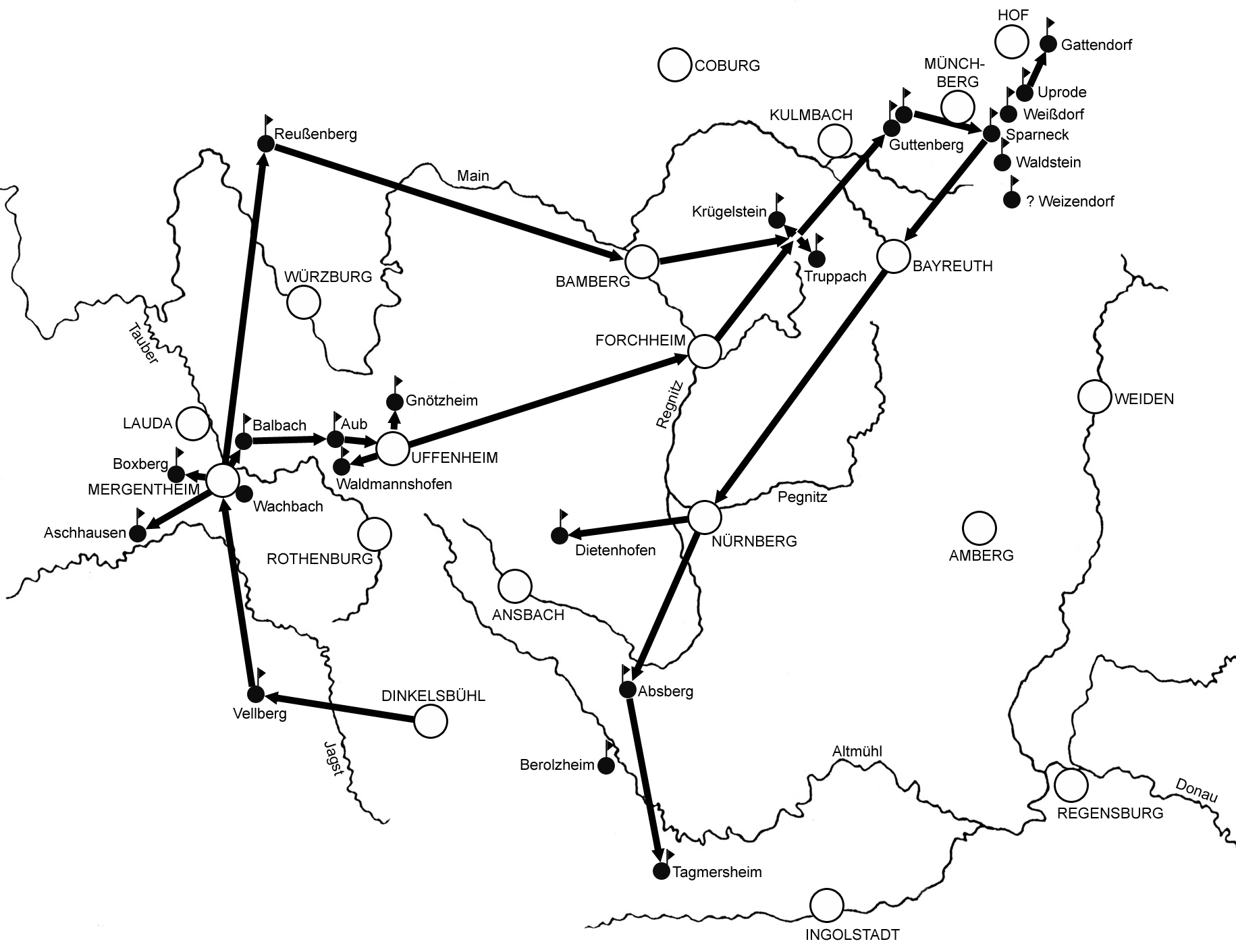
Marschroute des Schwäbischen Bundes bei der Strafexpedition gegen die Raubritter

- Der Schwäbische Bund zerstört im Juni und Juli während des Fränkischen Krieges 23 Raubritterburgen in Franken. Nach dem Auslöser des Krieges, dem Raubritter Thomas von Absberg, dessen Burg Absberg am 21. Juli niedergebrannt wird, wird der Krieg auch Absberger Fehde genannt.

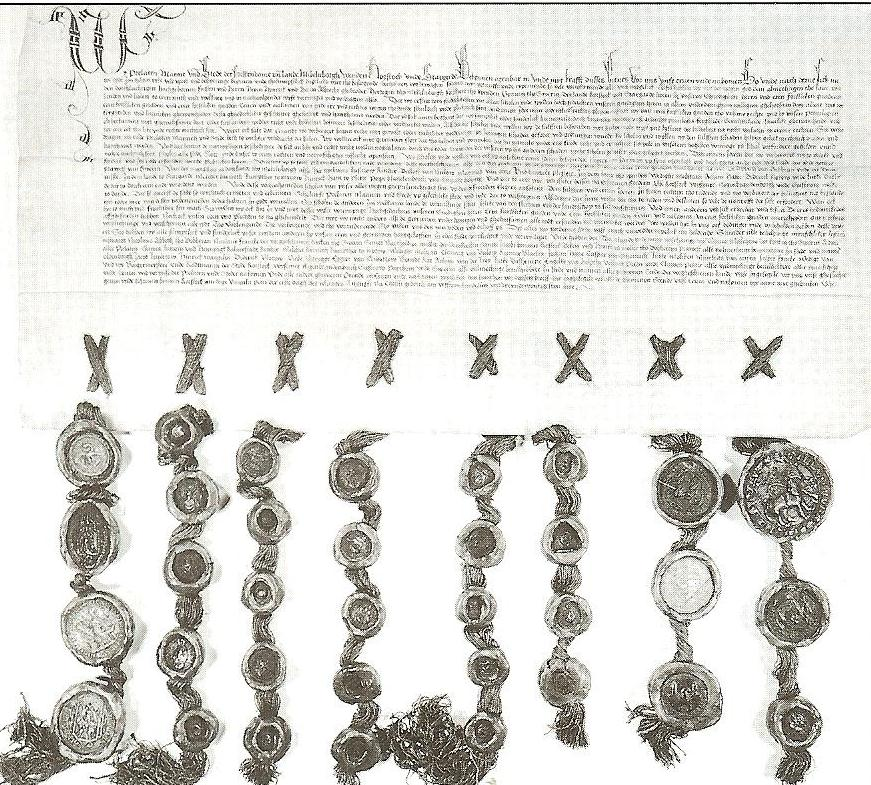
Ratifikationsurkunde der Union der mecklenburgischen Landstände

- 1. August: Die Union der Landstände, in der sich die Landstände Mecklenburgs zu einem „ewigen Bund“ zusammenschließen, bildet über vier Jahrhunderte die Grundlage des mecklenburgischen Ständestaates.
- 5. Oktober: Nach dem Tod des ersten Herrschers des vereinigten Herzogtums Pommern, Bogislaw X., folgen ihm seine Söhne Georg I. und Barnim IX. gemeinsam auf den Thron nach.
- Aufgrund der angespannten Lage in seiner Nachbarschaft beginnt Graf Wilhelm von Nassau-Dillenburg mit dem Umbau seiner Residenz Schloss Dillenburg zu einer modernen Festung.

#### Italienische Kriege

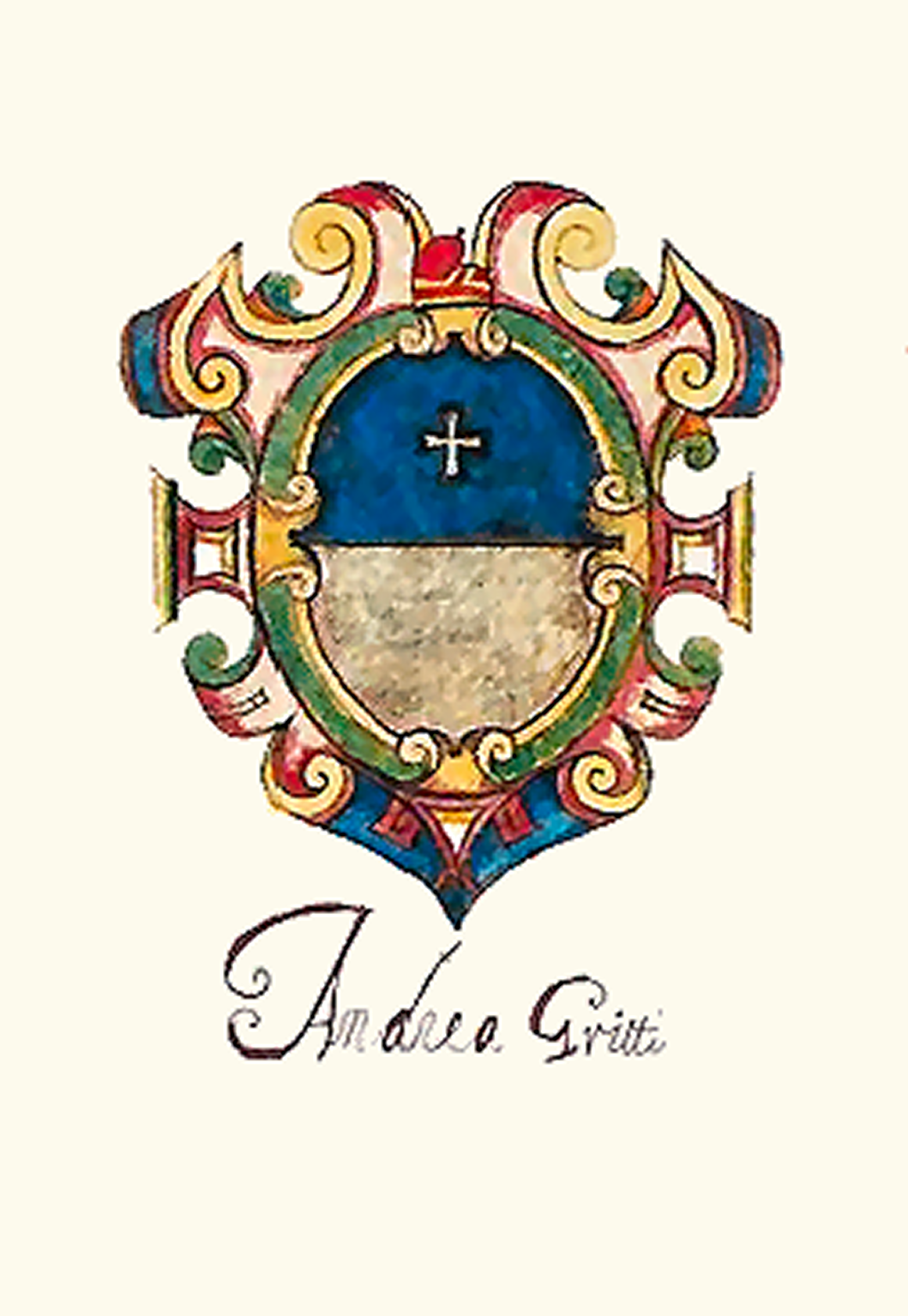
Wappen Andrea Grittis

- 7. Mai: Nach dem Tod von Antonio Grimani wird Andrea Gritti zum neuen Dogen von Venedig gewählt. Als erste Amtshandlung schließt er einen Vertrag mit Kaiser Karl V., der die Beteiligung der Republik Venedig an den Italienischen Kriegen beendet. Er versucht die Neutralität im Französisch-Habsburgischen Gegensatz zu bewahren und die Aufmerksamkeit der europäischen Mächte auf das Vordringen des Osmanischen Reichs auf dem Balkan zu lenken.
- September: Nachdem König Franz I. von Frankreich auf Wunsch seiner Mutter Luise von Savoyen Herzog Charles III. de Bourbon-Montpensier im Erbstreit nach dessen Frau Suzanne de Bourbon-Beaujeu seine Erbgüter vorenthalten und ihm weitere Vorrechte entzogen hat, wechselt dieser im Krieg gegen Habsburg die Seite und stellt sich in die Dienste Karls V., der ihm die Provence und Dauphiné in Verbindung mit dem Bourbonnais und der Auvergne als eigenes Königreich verspricht und ihm außerdem seine Schwester Eleonore als Gemahlin in Aussicht stellt.

#### Weitere Ereignisse in Europa
- 22. August: Lucien von Monaco wird von seinem Neffen Barthélémy Doria de Dolceacqua, dem er Gastfreundschaft gewährt hat, ermordet. Luciens Bruder Augustin, der schon bisher zeitweise die Staatsgeschäfte geführt hat, wird neuer Herr von Monaco.
- Nach dem Tod von Mehmed I. Giray wird Ğazı I. Giray neuer Khan der Krim.

#### Mittelamerika
Pedro de Alvarado, der zuvor an dem Eroberungsfeldzug des Hernán Cortés teilgenommen hat, unternimmt gemeinsam mit seinem Cousin Gonzalo de Sandoval die Heerführung über eine Armee, die aus 120 Reitern, 300 Fußsoldaten und mehreren hundert indianischen Hilfstruppen aus Cholula und Tlaxcala besteht. Auf Anweisung von Cortés führen die beiden die Armee ins Hochland von Chiapas mit der Zielrichtung Guatemala. Die dortigen Cakchiquel haben die Spanier gegen ihre Feinde, die Quiché, zur Hilfe gerufen. 
Hernan Cortés entsendet Cristóbal de Olid, einen Weggefährten der ersten Stunde, der ihm bislang treu ergeben war, nach Honduras, um dieses Land zu erobern. Auf seiner Reise macht dieser jedoch Station in Havanna, wo er auf seinen alten Dienstherren Diego Velázquez de Cuéllar trifft, der mit Cortés verfeindet ist. Olid beginnt daraufhin, Honduras im Auftrag von Velázquez für sich selbst zu erobern. Er landet am 3. Mai in der Bucht von Honduras beim heutigen Hafen Puerto Cortés und gründet die Stadt Triunfo de la Cruz. Danach erklärt sich selbst zum Gouverneur der neuen Kolonie. 
- 25. Juli: Gonzalo de Sandoval gründet am Fuß des Vulkans Colima die Stadt Colima, die damit zur zweiten Stadtverwaltung in Neu-Spanien wird.

### Wirtschaft
- Kaiser Karl V. regt erstmals den Bau eines Wasserkanals als Verbindung zwischen dem Atlantik und Pazifik in Mittelamerika an.

### Kultur

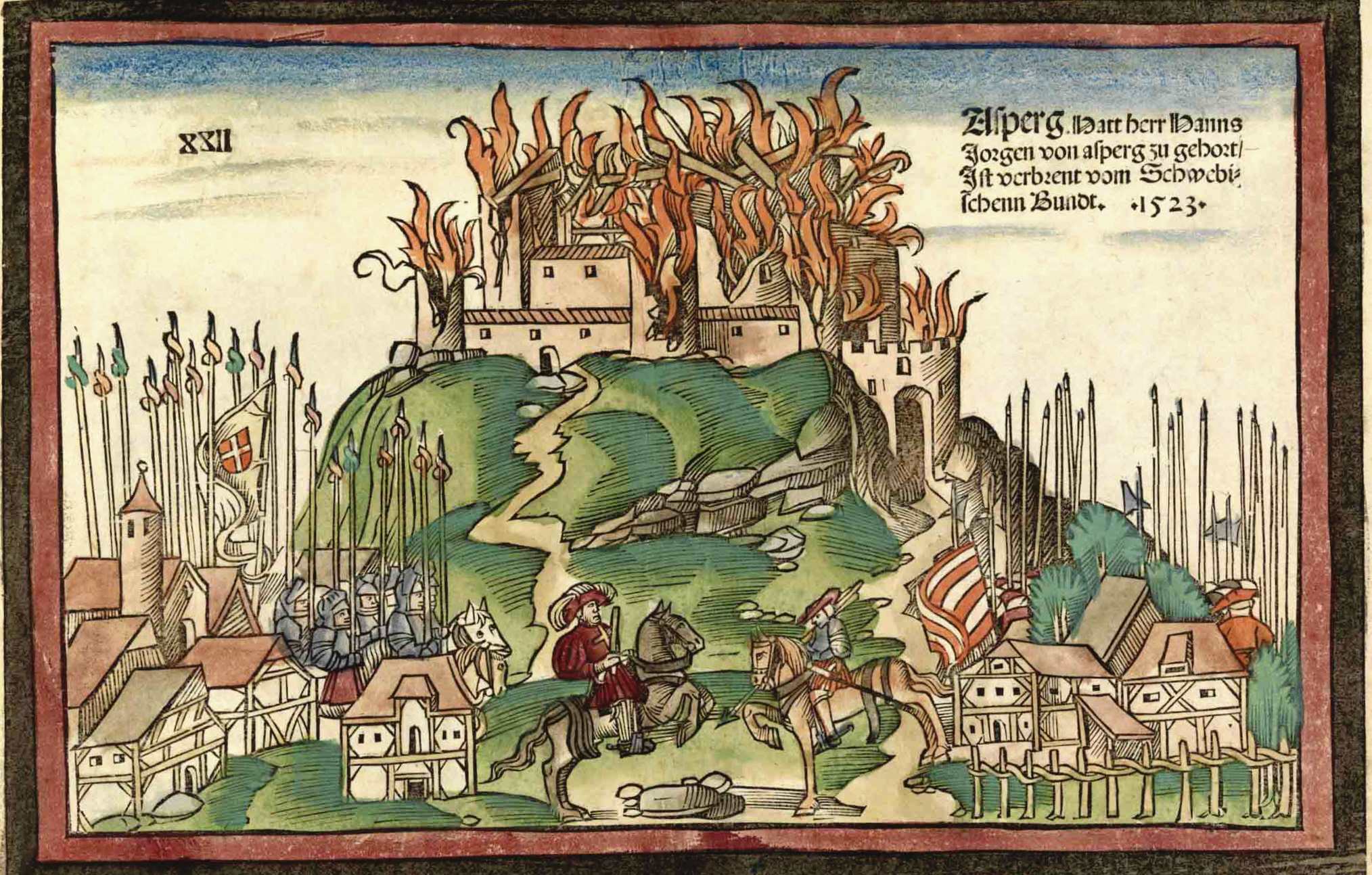
Die Zerstörung von Burg Absberg auf einem Holzschnitt

- Der Kriegsberichterstatter Hans Wandereisen dokumentiert mit den Wandereisen-Holzschnitten von 1523 den Zug des Schwäbischen Bundes im Fränkischen Krieg gegen die Raubritter.
- Lorenzo Lotto malt in Öl auf Holz das Porträt des Messer Marsilio und seiner Frau.
- Parmigianino malt in Öl auf Holz das Büstenbildnis Heilige Barbara, eines seiner frühesten kleinformatigen Bilder.
- Das Bierbaumsche Haus in Braunschweig wird errichtet.

### Religion

#### Katholische Kirche/Papstwahl

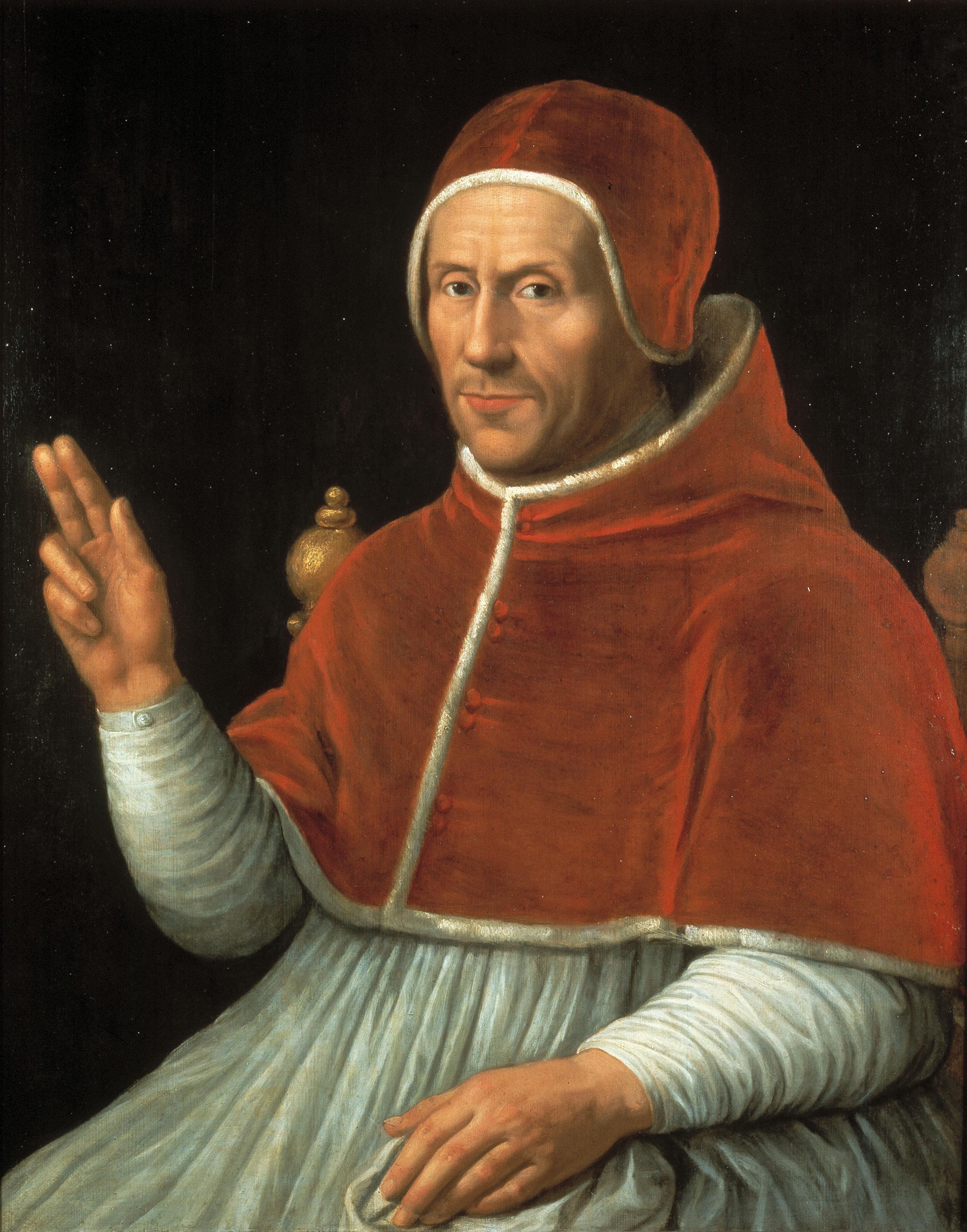
Hadrian VI., Gemälde von Jan van Scorel, 1523

- 31. Mai: Papst Hadrian VI. verkündet die Heiligsprechung des Bischofs Benno von Meißen, was heftige Polemiken zwischen Martin Luther und Vertretern der katholischen Kirche auslöst.
- 14. September: Papst Hadrian VI. stirbt in Rom. Der Historiker Hermann Schreiber kommt in seinem Buch Geschichte der Päpste zu dem Schluss, dass Hadrian VI. wohl vergiftet wurde. Das Lexikon der Heiligen und Päpste geht jedoch von einem nicht unwahrscheinlichen Fiebertod aus, da in den zu diesem Zeitpunkt noch nicht trockengelegten Sümpfen rund um den Vatikan Millionen von Stechmücken zur Plage geworden sind. Er wird zunächst im Petersdom in Rom beigesetzt.
- 1. Oktober: Das Konklave 1523 wird mit 35 Kardinälen eröffnet. Bei den Buchmachern, also außerhalb des Konklaves, gilt Alessandro Farnese als Favorit für die Papstwahl vor Giulio de’ Medici – eine Geheimhaltung der Abläufe im Konklave lässt sich nicht durchsetzen, da die Botschafter täglich über die Wahl- und Lebensbedingungen berichten.
- 18./19. November: Das Konklave wählt Giulio de’ Medici durch Akzess zum neuen Papst, der den Namen Clemens VII. annimmt. Die Krönung erfolgt am 26. November.

#### Reformation
- 7. April: Neun Zisterzienserinnen verlassen das Kloster Marienthron und begeben sich mittellos über Torgau nach Wittenberg zu Martin Luther, auf deren Schrift De votis monasticis zur Verbindlichkeit von Klostergelübden sie sich beziehen. Zu den Frauen, die die gefährliche Flucht auf sich nehmen, gehören neben Katharina von Bora auch Ave von Schönfeld und Magdalena von Staupitz.
- 1. Juli: Die Augustiner Hendrik Vos und Johannes van Esschen sterben in Brüssel auf dem Scheiterhaufen, weil sie ihrem protestantischen Glauben treu bleiben. Sie sind die beiden ersten Märtyrer der Reformation in den Spanischen Niederlanden. Unter dem Eindruck dieser Ereignisse verfasst Martin Luther das Lied Ein neues Lied wir heben an.
- Herbst: Auf der Zweiten Zürcher Disputation kommt es zum offenen Bruch zwischen Huldrych Zwingli und seinen radikalen Anhängern – unter ihnen: Konrad Grebel und Felix Manz, die später die Täuferbewegung gründen.
- Der St. Gallener Schulmeister Christoph Schappeler wird als Prädikant an die Pfarrkirche St. Martin nach Memmingen berufen.
- Durch Mikael Agricola gelangt der Protestantismus nach Finnland.

#### Geistliche Lieder
- Martin Luther schafft den reformatorischen Choral Ach Gott, vom Himmel sieh darein.
- Thomas Müntzer schreibt das Adventslied Gott, heilger Schöpfer aller Stern.

## Geboren

### Geburtsdatum gesichert
- 18. Januar: Johannes Haller der Jüngere, Schweizer evangelischer Theologe und Reformator († 1575)
- 25. Januar: Francesco Piccolomini, italienischer Philosoph († 1607)
- 20. Februar: Jan Blahoslav, tschechischer Humanist, Grammatiker und Komponist († 1571)
- 21. März: Kaspar Eberhard, deutscher lutherischer Theologe und Pädagoge († 1575)
- 22. März: Daniel Brendel von Homburg, Erzbischof und Kurfürst von Mainz († 1582)
- 15. April: Blaise de Vigenère, französischer Diplomat und Kryptograf († 1596)
- 21. April: Marcantonio Bragadin, venezianischer Offizier, Verteidiger von Zypern († 1571)
- 19. Mai: Esrom Rüdinger, deutscher Philologe, Pädagoge, Physiker und Geschichtsschreiber († 1591)
- 05. Juni: Marguerite de Valois-Angoulême, Herzogin von Berry und Herzogin von Savoyen († 1574)
- 17. Juni: Kunigunde von Brandenburg-Kulmbach, Markgräfin von Baden († 1558)
- 18. Juli: Georg II. von Brieg, Herzog von Liegnitz-Brieg-Wohlau († 1586)
- 10. Oktober: Ludwig Rabus, lutherischer Theologe und Konfessionalist
- 18. Oktober: Anna Jagiellonica, polnisch-litauische Prinzessin, gewähltes Staatsoberhaupt Polen-Litauens († 1596)
- 22. Dezember: Charles I. von Bourbon, Kardinal, Erzbischof von Rouen und päpstlicher Legat von Avignon († 1590)

### Genaues Geburtsdatum unbekannt
- Henry Brandon, 1. Earl of Lincoln, englischer Adeliger († 1534)
- Rudolf von und zu Frankenstein, Fürstbischof von Speyer († 1560)

### Geboren um 1523
- 14. März 1523 oder 1524: Helena Magenbuch, deutsche Botanikerin und Apothekerin († 1597)
- Catherine Carey, englische Adelige († 1569)
- zwischen 1521 und 1524: Giovanni Battista Moroni, italienischer Renaissancemaler († 1578)

## Gestorben

### Todesdatum gesichert
- 30. Januar: Fabian von Lossainen, Fürstbischof des Ermlandes (* um 1470)
- 31. Januar: Bernhart Lachaman der Jüngere, Glockengießer aus Heilbronn
- 04. Februar: Simon Pistoris der Ältere, deutscher Mediziner (* um 1453)
- 06. Februar: Jens Holgersen Ulfstand, dänischer Ritter (* 1450)
- 28. März: Ludwig I. von Löwenstein, Reichsgraf, Stammvater des Hauses Löwenstein-Wertheim (* 1463)
- 15. April: Michael von Wolkenstein-Rodenegg, Rat und Hofmeister von Kaiser Maximilian I. (* um 1460)
- 23. April: Henry Clifford, 10. Baron de Clifford, englischer Adliger und Politiker (* um 1454)

Wappen Antonio Grimanis

- 07. Mai: Antonio Grimani, Doge von Venedig (* 1434)
- 07. Mai: Franz von Sickingen, Anführer der rheinischen und schwäbischen Ritterschaft (* 1481)
- 14. Mai: Nicolas Vaux, englischer Peer und Politiker (* um 1460)
- 28. Mai: Ludwig I., Graf von Nassau-Weilburg (* um 1473)
- 09. Juni: Diego de Deza, Erzbischof von Sevilla und Großinquisitor der spanischen Inquisition (* 1443)
- 01. Juli: Johannes van Esschen und Hendrik Vos, erste Märtyrer der Reformation (* 15. Jh.)
- 21. Juli: Johann Dölsch, deutscher Theologe und Reformator (* um 1486)
- 24. Juli: Adrien Gouffier de Boissy, französischer Kirchenfürst (* um 1479)
- 13. August: Gerard David, altniederländischer Maler (* 1460)
- 22. August: Lucien, Herr von Monaco (* 1481)
- 27. August: Domenico Grimani, Patriarch von Aquilea, bedeutender Mäzen und Kunstsammler (* 1461)
- 29. August: Ulrich von Hutten, deutscher Humanist und Schriftsteller (* 1488)

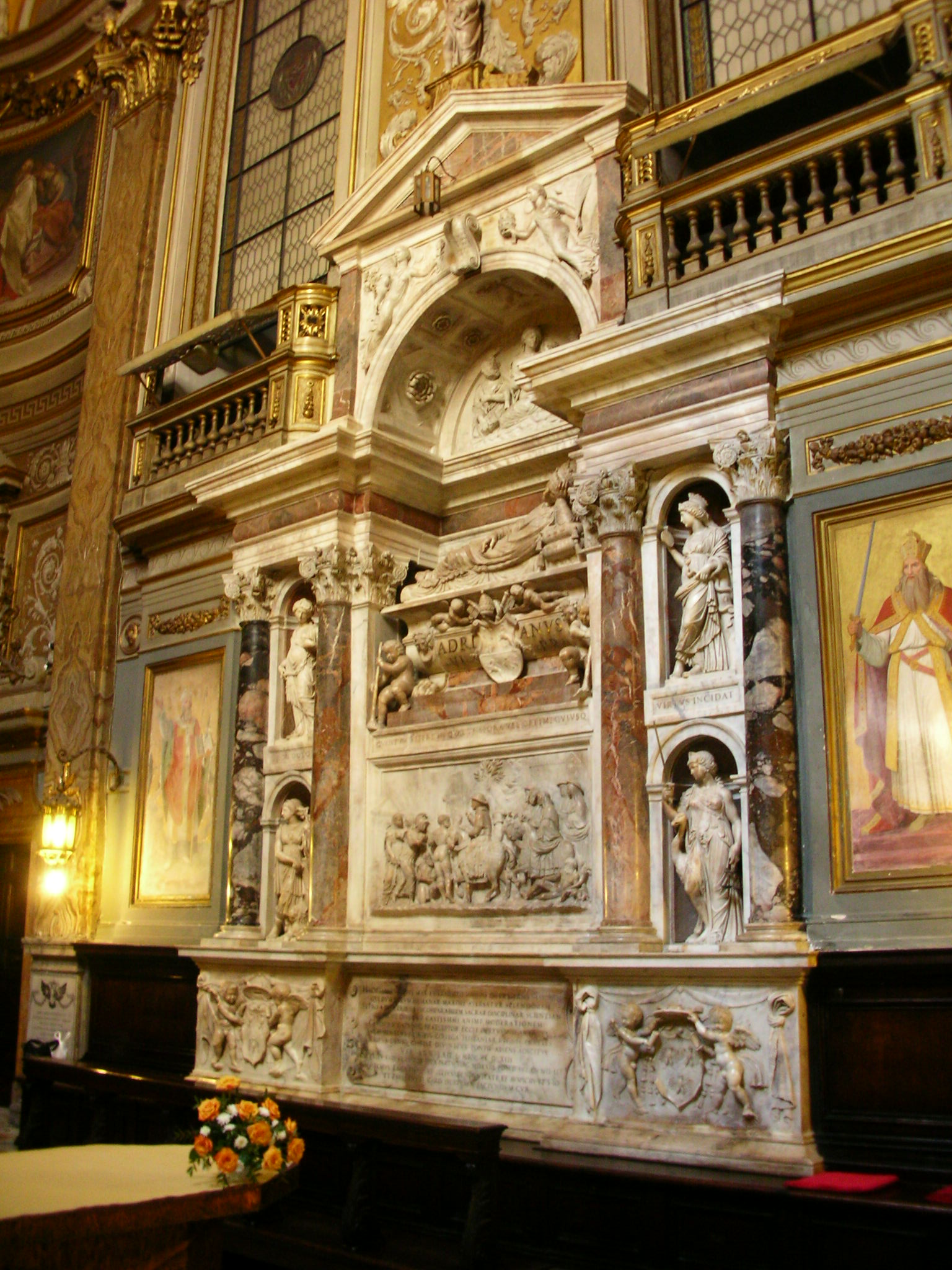
Das Grabmal Papst Hadrians VI.

- 14. September: Hadrian VI., war Papst von 1522 bis 1523 (* 1459)
- 01. Oktober: Dietrich von Bülow, Bischof von Lebus-Fürstenwalde (* 1460)
- 05. Oktober: Bogislaw X., Herzog von Pommern (* 1454)
- 09. Oktober: Peter IV. von Rosenberg, böhmischer Adeliger aus dem Geschlecht der Rosenberger (* 1462)
- 16. Oktober: Luca Signorelli, italienischer Maler (* um 1450)
- 22. November: Achille Grassi, Bischof von Bologna und Kardinal (* 1456)
- 16. Dezember: Bernhard Adelmann von Adelmannsfelden, deutscher Humanist (* 1459)
- 30. Dezember: Prospero Colonna, italienischer Condottiere im Dienste des Kirchenstaates und des Heiligen Römischen Reiches während der Italienkriege (* 1452)

### Genaues Todesdatum unbekannt
- Silvester Mazzolini, italienischer Dominikaner und Kritiker Luthers (* 1456)
- Mehmed I. Giray, Khan der Krim (* 1465)